# Julián Alvarez
Julián Alvarez (Calchín, 31 de janeiro de 2000) é um futebolista argentino que atua como atacante. Atualmente joga pelo Atlético de Madrid e pela Seleção Argentina.
Em 2023, Alvarez se tornou o 14° jogador a ter conquistado a Copa Libertadores da América e a Liga dos Campeões da UEFA, sendo o único argentino a vencer estes dois troféus e a Copa do Mundo FIFA.
Somente três jogadores da história do futebol conquistaram a Copa do Mundo, Copa América, Copa Libertadores, Champions League e Mundial de Clubes, outros dois foram Dida e Cafu.

## Carreira

### River Plate
Alvarez começou sua carreira no River Plate em 2016, participando principalmente da Generation Adidas Cup com as equipes juvenis do clube. Antes de assinar com o River, o atacante chegou a ser especulado no Boca Juniors e no Real Madrid.

#### 2018
Ele foi transferido para a equipe principal do River Plate sob o comando de Marcelo Gallardo durante a temporada 2018–19, fazendo a sua estreia em 27 de outubro de 2018, durante um jogo da Primera División contra o Aldosivi. Álvarez foi substituído por Rodrigo Mora com 26 minutos restantes da vitória por 1–0.

#### 2019
Marcou seu primeiro gol em 2019 no dia 17 de março, balançando as redes em uma vitória por 3–0 sobre o Independiente.

#### 2021
Em 2021, Alvarez foi o artilheiro do River Plate, marcando 29 gols em 67 jogos. Além do bom desempenho individual, ainda conquistou o Campeonato Argentino.
No dia 31 de dezembro, o jogador foi eleito "Rei da América" pelo jornal El País, desbancando Gabigol e Gustavo Gómez.

#### 2022
Em 25 de maio de 2022, coincidindo com o aniversário de 121 anos do River, ele marcou seis gols na histórica vitória contra o Alianza Lima por 8–1 na última data da fase de grupos da Copa Libertadores de 2022. Tornando-se assim o primeiro futebolista da história do clube a marcar seis gols em uma partida oficial e o segundo a marcar essa quantia na história da Copa Libertadores, igualando o feito de Juan Carlos Sánchez na edição de 1985.
Encerrou sua passagem pelo River Plate com um bom saldo de gols: foram 54 tentos em 122 jogos disputados, além de 31 assistências.

### Manchester City

#### 2022–2023
No dia 31 de janeiro de 2022, Alvarez foi anunciado pelo Manchester City, permanecendo no River Plate até julho. Foi apresentado no dia 8 de julho de 2022, recebendo a camisa 19. Ele marcou em sua estreia competitiva em 30 de julho, onde o City perdeu por 3–1 para o rival Liverpool na Community Shield. Em 7 de agosto, Álvarez fez sua estreia na Premier League após entrar como substituto de Erling Haaland na vitória por 2–0 fora de casa sobre o West Ham. Em 31 de agosto, Álvarez marcou seus dois primeiros gols na Premier League em uma vitória por 6–0 contra o Nottingham Forest no Etihad Stadium.
Em 14 de janeiro de 2023, Alvarez foi um dos anunciados pela FIFA como concorrente ao prêmio de melhor jogador do mundo, o The Best.
O Manchester City anunciou, em 16 de março, a renovação do contrato de Julián Alvarez até 2028.
Em 22 de dezembro de 2023, foi decisivo na final do Mundial de Clubes entre Manchester City e Fluminense, vitória do time inglês por 4-0, Alvarez anotou dois golos. O gol que abriu o placar para o clube inglês foi o mais rápido da história do Mundial. Ele marcou aos 40 segundos. Ele ainda foi eleito o melhor jogador em campo e o primeiro argentino a receber esse prêmio no Mundial de Clubes.

### Atlético de Madrid
Em 12 de agosto de 2024, o Atlético de Madrid, clube da La Liga, confirmou a contratação de Álvarez em um contrato de seis anos no valor de até € 95 milhões (£ 81,8 milhões), que se tornou uma saída recorde do clube para o City.

## Seleção Nacional
Realizou sua estreia pela Seleção Argentina no dia 3 de junho de 2021, contra o Chile, em jogo válido pelas Eliminatórias da Copa do Mundo FIFA de 2022. Ele entrou no lugar de Ángel Di María aos 62 min. Estreou como titular contra o Equador, no dia 29 de março, onde também marcou seu primeiro gol pela Seleção principal, balançando as redes no empate em 1–1.

### Copa América 2021
Em 2021, Alvarez fez parte do elenco que se sagrou campeão da Copa América de 2021 realizada no Brasil. Jogou somente uma única partida contra a Bolívia, em 28 de junho, entrando para Alejandro Gómez na quarta data da fase de grupos. A conquista desta taça é considerada histórica por a final ser vencida contra o Brasil, e quebrando uma grande sequência de fracassos da Celeste.

### Copa do Mundo de 2022
Em 11 de novembro, o técnico Lionel Scaloni anunciou a lista dos 26 jogadores convocados para a disputa da Copa do Mundo de 2022, e dentre estes Julián Álvarez. Julián Álvarez fez sua estreia na Copa no jogo contra a Arabia Saudita pelo Grupo C no Estádio Lusail, em que a Argentina saiu derrotada de virada por 2–1. Ele entrou aos 59 min. no lugar de Papu Gómez. Fez seu segundo jogo novamente entrando como suplente na vaga de Lautaro Martínez aos 63min. na vitória sobre o México por 2–0. Várias mudanças foram promovidas na seleção da Argentina pelo técnico Lionel Scaloni para a partida contra a Polônia e uma delas foi a entrada de Julián Álvarez como titular pela primeira vez na Copa do Mundo, além de fazer seu primeiro gol em mundiais, ele anotou o segundo na vitória por 2–0.
A Argentina venceu a Austrália nas oitavas de final por 2–1 com gols de Lionel Messi e Alvarez. Messi abriu o placar no primeiro tempo e na etapa final, Alvarez, aos 11, ampliou. Goodwin, aos 31, descontou para os australianos. A vitória por 2–1 confirmou a passagem dos hermanos para as quartas de final da Copa do Mundo.
Alvarez teve participação discreta no jogo das quartas de final contra os Países Baixos, empate por 2–2 no tempo normal e vitória da Argentina nos pênaltis.
Na semifinal Julián Alvarez teve grande atuação e a Albiceleste venceu a Croácia por 3–0, no Estádio Lusail, e se classificou para grande decisão do Mundial do Catar. Messi, de pênalti, e Alvarez, duas vezes, marcaram os gols da classificação. Enzo Fernández lançou Julian Alvarez para ser derrubado pelo goleiro Livakovic; pênalti que Messi anotou o primeiro. Depois Alvarez arrancou do campo de defesa até parar dentro do gol, por fim em jogada sensacional de Messi pelo lado direito, ele cruza e Álvarez finaliza o placar com o terceiro golo. Julián Alvarez se tornou o jogador mais jovem a fazer dois gols em uma semifinal de Copa do Mundo desde Pelé em 58, aos 22 anos.

### Copa América 2024
Titular na estreia da Argentina no jogo de abertura da edição, Alvarez abriu o marcador contra o Canadá aproveitando uma sobra dentro da área adversária, no segundo tempo. Foi seu primeiro gol da carreira na Copa América em sua segunda partida pela competição – a Argentina venceria a partida por 2 a 0.

## Estatísticas

### Clubes
Atualizado até 22 de dezembro de 2023.
| Equipe            | Temporada         | Campeonato nacional | Campeonato nacional | Campeonato nacional | Copa nacional | Copa nacional | Copa nacional | Competições continentais | Competições continentais | Competições continentais | Outros torneios | Outros torneios | Outros torneios | Total | Total | Total   |
| Equipe            | Temporada         | Jogos               | Gols                | Assist.             | Jogos         | Gols          | Assist.       | Jogos                    | Gols                     | Assist.                  | Jogos           | Gols            | Assist.         | Jogos | Gols  | Assist. |
| ----------------- | ----------------- | ------------------- | ------------------- | ------------------- | ------------- | ------------- | ------------- | ------------------------ | ------------------------ | ------------------------ | --------------- | --------------- | --------------- | ----- | ----- | ------- |
| River Plate       | 2018              | 5                   | 1                   | 1                   | 0             | 0             | 0             | 1                        | 0                        | 0                        | 1               | 0               | 1               | 7     | 1     | 2       |
| River Plate       | 2019              | 7                   | 0                   | 0                   | 0             | 0             | 0             | 5                        | 1                        | 0                        | 0               | 0               | 0               | 12    | 1     | 0       |
| River Plate       | 2020              | 10                  | 2                   | 1                   | 0             | 0             | 0             | 11                       | 5                        | 2                        | 0               | 0               | 0               | 21    | 7     | 3       |
| River Plate       | 2021              | 35                  | 20                  | 12                  | 1             | 1             | 1             | 10                       | 2                        | 1                        | 0               | 0               | 0               | 46    | 23    | 14      |
| River Plate       | 2022              | 17                  | 11                  | 4                   | 0             | 0             | 0             | 8                        | 6                        | 2                        | 0               | 0               | 0               | 25    | 17    | 6       |
| River Plate       | Total             | 74                  | 34                  | 18                  | 1             | 1             | 1             | 35                       | 14                       | 5                        | 1               | 0               | 1               | 111   | 59    | 25      |
| Manchester City   | 2022-23           | 31                  | 9                   | 0                   | 5             | 3             | 2             | 10                       | 3                        | 2                        | 3               | 2               | 0               | 49    | 17    | 4       |
| Manchester City   | 2023-24           | 17                  | 4                   | 6                   | 0             | 0             | 0             | 4                        | 4                        | 1                        | 5               | 2               | 1               | 26    | 10    | 8       |
| Manchester City   | Total             | 48                  | 13                  | 6                   | 5             | 3             | 2             | 14                       | 7                        | 3                        | 8               | 4               | 1               | 75    | 27    | 12      |
| Total na carreira | Total na carreira | 122                 | 47                  | 24                  | 6             | 4             | 3             | 49                       | 21                       | 8                        | 9               | 4               | 2               | 186   | 86    | 37      |

## Títulos
River Plate
- Copa Libertadores da América: 2018
- Copa Argentina: 2019
- Supercopa Argentina: 2019
- Campeonato Argentino: 2021
- Trofeo de Campeones: 2021

Manchester City
- Campeonato Inglês: 2022–23, 2023–24[40]
- Copa da Inglaterra: 2022–23
- Liga dos Campeões da UEFA: 2022–23[41]
- Supercopa da UEFA: 2023
- Copa do Mundo de Clubes da FIFA: 2023[42]

Seleção Argentina Sub-23
- Pré-Olímpicoː 2020

Seleção Argentina
- Copa América: 2021, 2024
- Copa dos Campeões CONMEBOL–UEFA: 2022
- Copa do Mundo FIFA: 2022

### Prêmios individuais
- Seleção Ideal da América do Sul pelo Jornal El País: 2021 e 2022[43]
- Rei da América - El País: 2021
- Seleção do Ano da CONMEBOL pela IFFHS: 2021

### Artilharias
- Primera División: 2021 (18 gols)
- Trofeo de Campeones: 2021 (2 gols)
- Mundial de Clubes: 2023 (2 gols)